# Żnin Wąskotorowy
Żnin Potockiego ( dawniej Żnin Wąskotorowy) – wąskotorowa stacja kolejowa w Żninie, przy ulicy Dworcowej 1, w województwie kujawsko-pomorskim, w Polsce.
Zachowany zabytkowy budynek dworca z ok. 1894, wzniesiony z czerwonej cegły, z zachowanym napisem z nazwą stacji: ŻNIN WĄSK.
Obecnie (stan na 2023) stacja funkcjonuje w sezonie turystycznym (od 29 kwietnia do 31 sierpnia). 